# نيكو كريست
نيكو كريست (بالألمانية: Nico Christ) هو لاعب تنس طاولة ألماني من مواليد 30 أكتوبر 1981 في مدينة توبنغن في ألمانيا، يقود حاليا ناديه TSV Gräfelfing (في بافاريا) في ال "Bundesliga" الثانية لتنس الطاولة (منطقة الجنوب). هو مُصنف حاليا على المرتبة 234 عالميا والمرتبة 14 على قائمة "Joola Computer Rangliste" الألمانية (اوكتوبر،2007).
نيكو كريست يلعب بيده اليمنى ويستعمل أسلوب ال Shake-Hand. يمتلك مهارة عالية في اللعب من فوق الطاولة ويتمتع بقدرة الهجوم العنيد بيده الامامية. هو يستعمل في الوقت الحاضر مضرب خشبته من نوع "Kinetic CF Carbo-Aramid OFF" ومطاطه من نوع "Revolution C.O.R.2".
نيكو كريست يقيم في مدينة كارلسروهه بألمانيا، المدينة التي يتدرب فيها مع لاعبون محليون وهي أيضا موقع دراسته حيث انه يدرس الفيزياء في جامعة كارلسروهه. دراسته الجامعية اعطته الفرصة لالمشاركة في ال "Universiade" (الألعاب الجامعية العالمية) عام 2007 في بانكوك (تايلند) حيث تمكن فريقه بالفوز بالميدالية البرونزية في منافسة الفرق.

## أهم انجازاته
- 1998 بطل أوروبا مع فريق الشباب الألماني في Norcia (إيطاليا)
- 2002 بطل ال Bundesliga الثانية مع نادي TTC Karlsruhe-Neureud
- 2003 بطل الدوري الألماني في اللعب الزوجي مع زميله باستيان شتيغر
- 2004 بطل الدوري الألمانيا للعب الزوجي المختلط مع زميلته كريستينا فيشر
- 2004 ميدالية برونزية في بطولة ألمانيا في اللعب الزوجي مع زميله باستيان شتيغر
- 2005 ميدالية برونزية في بطولة ألمانيا في اللعب الزوجي المختلط مع زميلته كريستينا فيشر
- 2007 الربع النهائي في بطولة ألمانيا
- 2007 ميدالية برونزية في منافسة الفرق في ال "Universiade" (الألعاب الجامعية العالمية) في بانكوك (تايلند)

## روابط على الإنترنت
- (بالألمانية)

```
موقع نيكو كرست الخاص
```

## وصلات خارجية
- نيكو كريست على موقع منظمة تنس الطاولة العالمي (الإنجليزية)